# Hugo-díjas forgatókönyvek (hosszú formátum)
A Hugo-díj-at 1955-ben osztották ki először.
2003-tól kettéosztották a forgatókönyv díjakat.

## Győztesek és jelöltek
| ÉV   | Győztes | Többi jelölt |
| ---- | --- | --- |
| 2008 | Stardust (IMDb) Csillagpor Forgatókönyvíró: Jane Goldman & Matthew Vaughn. Rendezte: Matthew Vaughn. | - Enchanted (IMDb) (Bűbáj) Forgatókönyvíró: Bill Kelly Rendezte: Kevin Lima. - The Golden Compass (IMDb Archiválva 2008. július 26-i dátummal a Wayback Machine-ben) (Az arany iránytű) Forgatókönyvíró: Chris Weitz Rendezte: Chris Weitz. - Heroes (Első évad) (IMDb) (Hősök) Ötlet: Tim Kring Írta: Tim Kring, Jeff Loeb, Bryan Fuller, Michael Green, Natalie Chaidez, Jesse Alexander, Adam Armus, Aron Eli Coleite, Joe Pokaski, Christopher Zatta, Chuck Kim Rendezte: David Semel, Allan Arkush, Greg Beeman, Ernest R. Dickerson, Paul Shapiro, Donna Deitch, Paul A. Edwards, John Badham, Terrence O'Hara, Jeannot Szwarc, Roxann Dawson, Kevin Bray, Adam Kane - Harry Potter and the Order of the Phoenix (IMDb) (Harry Potter és a Főnix Rendje) Forgatókönyvíró: Michael Goldenberg Rendezte: David Yates. |
| 2007 | Pan's Labyrinth (IMDb) (A faun labirintusa) Forgatókönyvíró: Guillermo del Toro Rendezte: Guillermo del Toro. (Picturehouse)                                                                                             | - Children of Men (IMDb) (Az ember gyermeke) Forgatókönyvíró: Alfonso Cuaron és Timothy J. Sexton Rendezte: Alfonso Cuaron. (Universal Pictures) - The Prestige (IMDb) (A tökéletes trükk) Forgatókönyvíró: Jonathan Nolan és Christopher Nolan Rendezte: Christopher Nolan. (Touchstone Pictures) - A Scanner Darkly (IMDb) (Kamera által homályosan) Forgatókönyvíró: Richard Linklater Rendezte: Richard Linklater. (Warner Independent Pictures) - V for Vendetta (IMDb) (V mint Vérbosszú) Forgatókönyvíró: Wachowski testvérek Rendezte: James McTeigue. (Warner Bros.) |
| 2006 | Serenity (IMDb) (Serenity) Írta és rendezte: Joss Whedon. | - Batman Begins (IMDb) (Batman: Kezdődik!) Ötlet: David S. Goyer Forgatókönyvíró: Christopher Nolan és David S. Goyer Rendezte: Christopher Nolan. - The Chronicles of Narnia: The Lion, the Witch and the Wardrobe (IMDb) (Narnia krónikái) Forgatókönyvíró: Ann Peacock, Andrew Adamson, Christopher Markus és Stephen McFeely, C. S. Lewis regénye alapján Rendezte: Andrew Adamson. - Harry Potter and the Goblet of Fire (IMDb) (Harry Potter és a Tűz Serlege) Forgatókönyvíró: Steve Kloves, J. K. Rowling regénye alapján Rendezte: Mike Newell. - Wallace & Gromit: The Curse of the Were-Rabbit (IMDb) (Wallace & Gromit és az Elvetemült Veteménylény) Forgatókönyvíró: Steve Box, Nick Park, Bob Baker és Mark Burton Rendezte: Nick Park & Steve Box.                                                        |
| 2005 | The Incredibles (IMDb) (A Hihetetlen család) Írta és rendezte: Brad Bird. | - Eternal Sunshine of the Spotless Mind (IMDb) (Egy makulátlan elme örök ragyogása) Ötlet: Charlie Kaufman & Michel Gondry & Pierre Bismuth Forgatókönyvíró: Charlie Kaufman Rendezte: Michel Gondry. - Harry Potter and the Prisoner of Azkaban (IMDb) (Harry Potter és az azkabani fogoly) Írta: Steve Kloves, J.K. Rowling regénye alapján Rendezte: Alfonso Cuarón. - Sky Captain and The World of Tomorrow (IMDb) (Sky kapitány és a holnap világa) Írta és rendezte: Kerry Conran. - Spider-Man 2 (IMDb) (Pókember 2) Alaptörténet: Alfred Gough, Miles Millar és Michael Chabon Forgatókönyvíró: Alvin Sargent, Stan Lee és Steve Ditko képregénye alapján. Rendezte: Sam Raimi. |
| 2004 | The Lord of the Rings: The Return of the King (IMDb) (A Gyűrűk Ura: A király visszatér (film)) Forgatókönyvíró: Fran Walsh, Philippa Boyens, és Peter Jackson, J. R. R. Tolkien regénye alapján Rendezte: Peter Jackson. | - 28 Days Later (IMDb) (28 nappal később) Írta: Alex Garland Rendezte: Danny Boyle. - Finding Nemo (IMDb) (Némó nyomában) Forgatókönyvíró: Andrew Stanton, Bob Peterson, és David Reynolds Ötlet: Andrew Stanton Rendezte: Andrew Stanton és Lee Unkrich. - Pirates of the Caribbean: The Curse of the Black Pearl (IMDb) (A Karib-tenger kalózai: A Fekete Gyöngy átka) Forgatókönyvíró: Ted Elliott és Terry Rossio Ötlet: Ted Elliott, Terry Rossio, Stuart Beattie, és Jay Wolpert Rendezte: Gore Verbinski - X2: X-Men United (IMDb) (X-Men 2) Forgatókönyvíró: Michael Dougherty, Dan Harris, és David Hayter Ötlet: Zak Penn, David Hayter, és Bryan Singer Rendezte: Bryan Singer. |
| 2003 | The Lord of the Rings: The Two Towers (IMDb) (A Gyűrűk Ura: A két torony (film)) | - Harry Potter and the Chamber of Secrets (IMDb) (Harry Potter és a Titkok Kamrája) - Minority Report (IMDb) (Különvélemény) - Spider-Man (IMDb) (Pókember) - Spirited Away (IMDb) (Chihiro szellemországban) |